# سهرنیلگ
سهرنیلگ، روستایی در دهستان پسکوه بخش پسکوه شهرستان سیب و سوران در استان سیستان و بلوچستان ایران است.

## جمعیت
بر پایه سرشماری عمومی نفوس و مسکن در سال ۱۳۹۵، جمعیت این روستا برابر با ۷۶ نفر (۱۶ خانوار) بوده‌است.